# Heřmanice, Havlíčkův Brod
Heřmanice là một làng thuộc huyện Havlíčkův Brod, vùng Vysočina, Cộng hòa Séc.